# Bersbronn
Bersbronn (auch Berolzbrunn, Gersbronn und Heißbrunn genannt) ist ein Gemeindeteil der Stadt Schillingsfürst im Landkreis Ansbach (Mittelfranken, Bayern). Bersbronn liegt in der Gemarkung Schillingsfürst.

## Geografie
Der Weiler liegt am Ebertsmühlengraben, einem linken Zufluss der Wörnitz. Nördlich des Ortes grenzt das Rohrfeld an. 0,75 km südöstlich erhebt sich der Kellerberg (534 m ü. NHN), 1 km östlich das Bergfeld (526 m ü. NHN) und 1,25 km nordöstlich der Vetschenberg  (529 m ü. NHN). Eine Gemeindeverbindungsstraße führt nach Wörnitz zur Staatsstraße 2419 (0,8 km südwestlich) bzw. an der Ebertsmühle und Höfstettermühle vorbei zur Kreisstraße AN 35 (1,5 km nordöstlich).

## Geschichte
1406 kaufte die Reichsstadt Rothenburg diesen Ort. Im Jahr 1801 gab es dort drei Untertansfamilien.
Mit dem Gemeindeedikt (frühes 19. Jahrhundert) wurde Bersbronn dem Steuerdistrikt und der Munizipalgemeinde Schillingsfürst zugewiesen.

## Einwohnerentwicklung
| Jahr      | 001818 | 001840 | 001861 | 001871 | 001885 | 001900 | 001925 | 001950 | 001961 | 001970 | 001987 |
| Einwohner | 38     | 24     | 36     | 29     | 34     | 24     | 21     | 33     | 17     | 19     | 15     |
| Häuser    | 7      | 6      |        |        | 7      | 4      | 4      | 5      | 5      |        | 5      |
| Quelle    | [ 9 ]  | [ 10 ] | [ 11 ] | [ 12 ] | [ 13 ] | [ 14 ] | [ 15 ] | [ 16 ] | [ 17 ] | [ 18 ] | [ 1 ]  |

## Religion
Der Ort ist seit der Reformation evangelisch-lutherisch geprägt und bis heute nach St. Martin (Wörnitz) gepfarrt. Die Einwohner römisch-katholischer Konfession sind nach Kreuzerhöhung (Schillingsfürst) gepfarrt.